# Jean Brachet
 (février 2016).
Pour les articles homonymes, voir Brachet.
Jean Brachet (1909-1988) est un des fondateurs de l'embryologie expérimentale et chimique et de la biologie moléculaire. À ce titre, il peut être considéré comme le continuateur de l'œuvre de son père Albert Brachet, embryologiste et professeur à la Faculté de Médecine de l'Université libre de Bruxelles.
C'est dans cette même faculté que Jean Brachet étudie la médecine. Il obtient son diplôme en 1934, avec la plus grande distinction. Très actif, il travaille dans de nombreux laboratoires et dans plusieurs stations zoologiques. En 1938, il se voit offrir la chaire de Morphologie Animale à l'Université Libre de Bruxelles.
Au lendemain de la guerre, l'embryologie devient biochimique, c’est-à-dire qu'on se préoccupe de mettre en évidence les substances responsables des transformations qui vont mener l'œuf à la forme adulte en passant par divers stades embryonnaires. Brachet étudie des molécules jusque-là peu caractérisées, que l'on appelle encore à l'époque les acides thymonucléiques et zymonucléiques (respectivement l'ADN et l'ARN). Il découvre que l'acide thymonucléique est un composant des chromosomes et qu'il est synthétisé lorsque les cellules se divisent après la fécondation. Il met en évidence l'existence d'acides zymonucléiques (ARN) dans tous les types cellulaires (alors que l'on pensait à l'époque que ces molécules étaient caractéristiques des cellules végétales et des eucaryotes inférieurs). Enfin, il montre que ces acides sont particulièrement abondants dans les cellules qui sont très actives en termes de synthèse protéique.
Avec d'autres chercheurs du même groupe comme Raymond Jeener, Hubert Chantrenne, Maurice Errera et René Thomas, Jean Brachet constitue une des figures des débuts de la biologie moléculaire. Il a été l'un des chercheurs les plus féconds dans ce domaine et ses travaux sont des classiques mondialement connus et fréquemment cités. Son nom doit être inscrit à côté de Crick, des Watson, des Monod, des Jacob, des Lwoff qui ont jeté cette lumière toute nouvelle sur les mécanismes biomoléculaires de la génétique et de la morphogenèse.
Il reçoit, en 1948, le prix Francqui et le Prix Albert Brachet en 1953. Il devient membre étranger de la Royal Society en 1966. Sa découverte de l'ARN aurait dû lui valoir le Nobel.
Sa fille, Lise Brachet, a écrit un livre à sa mémoire intitulé « Jean Brachet, mon père ». Son petit-fils, Pierre Vanderhaeghen, recevra également le prix Francqui en 2011 pour ses travaux sur la génétique médicale.

## Militantisme
Jean Brachet, politiquement très engagé à la fin de la guerre, est membre du Parti communiste de Belgique jusqu'à la fin des années 1940. Chargé par son parti de faire l'éloge de Trofim Denissovitch Lyssenko, scientifique et héros soviétique rejetant la science « bourgeoise » et la génétique « capitaliste », Brachet préfère quitter le parti.